# Настрадин Ходжа и Хитър Петър
„Настрадин Ходжа и Хитър Петър“ е български игрален филм от 1938 година, по сценарий и режисура на Александър Вазов. Оператори са Ханс Тейер и Йохан Тейер. Музиката във филма е композирана от Христо Манолов.

## Актьорски състав
- Асен Камбуров – Хитър Петър
- Стоян Бъчваров – Настрадин Ходжа
- Цена Иванова – Жената на Хитър Петър
- Н Гавазова – Жената на Настрадин Ходжа
- Итко Стоянов – Бакалинът Кир Яни
- Аспарух Темелков – Тъстът на Хитър Петър
- Димитър Керанов
- Георги Марков
- Енчо Тагаров
- Симеон Йотов
- Никола Гавазов
- Христо Христов
- Никола Узунов